# Брист
Брист је насељено место у саставу општине Градац, Сплитско-далматинска жупанија, Република Хрватска.

## Историја
До територијалне реорганизације у Хрватској налазио се у саставу старе општине Плоче.

## Становништво
На попису становништва 2011. године, Брист је имао 400 становника.
| Број становника по пописима | Број становника по пописима | Број становника по пописима | Број становника по пописима | Број становника по пописима | Број становника по пописима | Број становника по пописима | Број становника по пописима | Број становника по пописима | Број становника по пописима | Број становника по пописима | Број становника по пописима | Број становника по пописима | Број становника по пописима | Број становника по пописима | Број становника по пописима |
| --------------------------- | --------------------------- | --------------------------- | --------------------------- | --------------------------- | --------------------------- | --------------------------- | --------------------------- | --------------------------- | --------------------------- | --------------------------- | --------------------------- | --------------------------- | --------------------------- | --------------------------- | --------------------------- |
| 1857                        | 1869                        | 1880                        | 1890                        | 1900                        | 1910                        | 1921                        | 1931                        | 1948                        | 1953                        | 1961                        | 1971                        | 1981                        | 1991                        | 2001                        | 2011                        |
| 471                         | 493                         | 453                         | 517                         | 545                         | 550                         | 536                         | 457                         | 340                         | 323                         | 332                         | 347                         | 349                         | 374                         | 453                         | 400                         |

### Попис1991.
На попису становништва 1991. године, насељено место Брист је имало 374 становника, следећег националног састава:
| Попис 1991.‍  | Попис 1991.‍  | Попис 1991.‍ | Попис 1991.‍ | Попис 1991.‍ |
| ------------ | ------------ | ----------- | ----------- | ----------- |
|              |              |             |             |             |
| Хрвати       | Хрвати       |             | 334         | 89,30%      |
| Југословени  | Југословени  |             | 20          | 5,34%       |
| Срби         | Срби         |             | 8           | 2,13%       |
| Муслимани    | Муслимани    |             | 4           | 1,06%       |
| Црногорци    | Црногорци    |             | 2           | 0,53%       |
| неопредељени | неопредељени |             | 3           | 0,80%       |
| регион. опр. | регион. опр. |             | 2           | 0,53%       |
| непознато    | непознато    |             | 1           | 0,26%       |
| укупно: 374  |              |             |             |             |